# Sværindustri
Sværindustri eller tung industri, er en sammenfattende betegnelse for industrier, som er kapital- og pladskrævende, eksempelvis minedrift, skibsværfter, stålvalseværker, fabriker som fremstiller krigsmateriel omfattende blandt andet produktion af tanks og kanoner, støberier, kemisk- og petrokemisk industri etc.
Dette i modsætning til den lette industri, som producerer almene forbrugsvarer.